# Gdana
Gdana  (in arabo كدانة‎?) è un centro abitato e comune rurale del Marocco situato nella provincia di Settat, regione di Casablanca-Settat. Conta una popolazione di 9 084 abitanti (censimento 2014).